# Gert Veurink
Gert Veurink (ca. 1975) is een Nederlandse politiefunctionaris. Hij is sinds 1 oktober 2024 politiechef van de Regionale Politie Eenheid Oost-Nederland in de rang van hoofdcommissaris. 

## Biografie
Veurink begon zijn carrière in de jaren 90 bij de parketleiding van het Openbaar Ministerie in Noord-Nederland. In 2017 was hij betrokken bij een aanrijding met letsel. Hij kreeg een taakstraf van 120 uur, waarvan de helft voorwaardelijk en een rijontzegging van zes maanden. Gert Veurink kreeg een berisping van het Openbaar Ministerie, maar de zaak had verder geen invloed op zijn werkzaamheden.

Sinds januari 2024 was hij al waarnemend politiechef in bij eenheid Oost-Nederland onder Janny Knol. Op 29 februari 2024 volgde Knol, Henk van Essen op als eerste hoofdcommissaris, zij was daarmee de eerste vrouw die deze functie bekleedt.